# Сельское поселение «Малоархангельское»
Се́льское поселе́ние «Малоархангельское» — муниципальное образование в Красночикойском районе Забайкальского края Российской Федерации.
Административный центр — село Малоархангельск.

## История
Статус и границы сельского поселения установлены Законом Читинской области от 19 мая 2004 года «Об установлении границ, наименований вновь образованных муниципальных образований и наделении их статусом сельского, городского поселения в Читинской области».

## Население
| 2010 | 2011 | 2012 | 2013 | 2014  | 2015 | 2016 |
| ---- | ---- | ---- | ---- | ----- | ---- | ---- |
| 947  | ↘946 | ↘935 | ↗941 | ↘936  | ↗946 | ↘928 |
| 2017 | 2018 | 2019 | 2020 | 2021  |      |      |
| ↘923 | ↘922 | ↗948 | ↘947 | ↗1001 |      |      |

## Состав сельского поселения
| № | Населённый пункт | Тип населённого пункта       | Население |
| - | ---------------- | ---------------------------- | --------- |
| 1 | Малоархангельск  | село, административный центр | ↗1001     |